# Cambuengo
Cambuengo – miasto w Angoli, w prowincji Huambo.